# Rudolf Kirchschläger
Rudolf Kirchschläger, född 20 mars 1915 Niederkappel, Österrike, död 30 mars 2000 i Wien, var en österrikisk diplomat, politiker, förbundspresident och domare.

## Biografi
Kirchschläger var Österrikes sändebud i Prag 1966–1970 och blev 1970–74 utrikesminister. Det sistnämnda året valdes han till förbundspresident i Österrike efter den avlidne Franz Jonas, en post han innehade från 1974 till 1986.